# Mescalero-Chiricahua Apache (jezik)
Mescalero-Chiricahua apački jezik (ISO 639-3: apm), jezik indijanaca Mescalero i Chiricahua s jugozapada današnjeg SAD-a, kojim govori oko 1 800 ljudi (1977 SIL) u Oklahomi i Novom Meksiku. 
Pripada istočnoapačkoj podskupini atapaskanskih jezika. Postoje dva dijalakta, chiricahua i mescalero, među kojima chiricahua ima svega 175 govornika, od kojih 149 u Novom Meksiku (2000 US popis) a ostali u Ft. Sillu u Oklahomi.
Pismo: latinica.

## Vanjske poveznice
- Ethnologue (14th)
- Ethnologue (15th)